# هوربرت موریس
هوربرت موریس (انگلیسی: Herbert Morris; ۱۶ ژوئیهٔ ۱۹۱۵ – ۲۲ ژوئیهٔ ۲۰۰۹) قایقران روئینگ اهل ایالات متحده آمریکا بود.